# Tenthecoris bicolor
Tenthecoris bicolor är en insektsart som beskrevs av Scott 1886. Tenthecoris bicolor ingår i släktet Tenthecoris och familjen ängsskinnbaggar. Inga underarter finns listade i Catalogue of Life.